# Veritaserum
Veritaserum (Latijn voor "waarheidsserum") is een toverdrank in de Harry Potter-reeks van de Britse schrijver J.K. Rowling. Veritaserum is een waarheidsserum. Het is helder, kleur- en geurloos en bijna niet van water te onderscheiden. Drie druppels van deze toverdrank zijn voldoende om iemand te dwingen de waarheid te spreken.

## Voorkomen in de boeken
Veritaserum komt in de boeken meerdere malen voor, voor het eerst in het vierde boek. In dit deel wordt Bartolomeus Krenck Jr. ondervraagd met behulp van Veritaserum, na de afloop van de laatste opdracht van het Toverschool Toernooi.
In het vijfde deel probeert Dorothea Omber Harry Potter te ondervragen met behulp van Veritaserum wat hij weet over de schuilplaats van Sirius Zwarts. Harry vermoedt echter dat Omber hem Veritaserum wil toedienen en drinkt niet van het kopje thee dat hem wordt aangeboden.
Volgens Severus Sneep duurt het een maand om Veritaserum te brouwen.
Volgens Hildebrand Slakhoorn duurt het maar 3 weken om Veritaserum te brouwen.